# Presente (tempo)
O presente é o período de tempo que está ocorrendo agora. O presente é contrastado com o passado, o período de tempo que já ocorreu; e o futuro, o período de tempo que ainda está por vir.
Às vezes, é representado como um hiperplano no espaço-tempo, tipicamente chamado de "agora", embora a física moderna demonstre que tal hiperplano não pode ser definido de forma única para observadores em movimento relativo. O presente também pode ser visto como uma duração.

## Historiografia
A história contemporânea descreve o período histórico imediatamente relevante ao tempo presente e é uma certa perspectiva da história moderna.

## Filosofia e religião

### Filosofia do tempo
"O presente" levanta a pergunta: "Como é que todos os seres sencientes experimentam o agora ao mesmo tempo?" Não há uma razão lógica para que isso ocorra, e não existe uma resposta simples para essa questão.

### No Budismo
O Budismo e muitos de seus paradigmas associados enfatizam a importância de viver no momento presente — estar plenamente consciente do que está acontecendo e não se prender ao passado nem se preocupar com o futuro. Isso não significa que eles encorajem o hedonismo, mas apenas que o foco constante na posição atual no espaço e no tempo (em vez de considerações futuras ou reminiscências do passado) ajudará a aliviar o sofrimento. Eles ensinam que aqueles que vivem no momento presente são os mais felizes. Diversas técnicas meditativas têm como objetivo ajudar o praticante a viver no presente.

### Cristianismo e eternidade
O Cristianismo vê Deus como estando fora do tempo e, da perspectiva divina, passado, presente e futuro estão atualizados no agora da eternidade. Essa concepção transtemporal de Deus tem sido proposta como uma solução para o problema da presciência divina (isto é, como Deus pode saber o que faremos no futuro sem que estejamos determinados a fazê-lo) pelo menos desde Boécio. Tomás de Aquino oferece a metáfora de um vigia, representando Deus, que está em um ponto elevado observando um vale com uma estrada onde o passado, o presente e o futuro — representados pelos indivíduos e suas ações ao longo do percurso — são todos visíveis simultaneamente para Deus. Portanto, o conhecimento de Deus não está ligado a nenhuma data específica.

## Ciência física

### Relatividade especial
A intenção original do diagrama à direita era retratar um objeto tridimensional tendo acesso ao passado, presente e futuro no momento presente (quarta dimensão).
A partir da Teoria da Relatividade Especial de Albert Einstein, conclui-se que não existe simultaneidade absoluta. Quando se toma o cuidado de operacionalizar o conceito de "presente", verifica-se que os eventos que podem ser rotulados como "simultâneos" com um dado evento não podem estar em uma relação direta de causa e efeito. Coleções de eventos simultâneos são percebidas de maneira diferente por diferentes observadores. Em vez disso, ao focar no "agora" como os eventos percebidos diretamente — e não como recordação ou especulação —, para um dado observador o "agora" assume a forma do cone de luz passado do observador. O cone de luz de um dado evento é definido objetivamente como a coleção de eventos em relação causal com esse evento, mas cada evento possui um cone de luz diferente associado a ele. Deve-se concluir que, nos modelos relativísticos da física, não há lugar para o "presente" como um elemento absoluto da realidade, sendo este apenas uma referência a coisas próximas de nós. Einstein expressou isso da seguinte forma: "Pessoas como nós, que acreditam na física, sabem que a distinção entre passado, presente e futuro é apenas uma ilusão teimosamente persistente".

### Cosmologia
Na cosmologia física, o tempo presente na cronologia do universo é estimado em 13,8 bilhões de anos após a singularidade que determinou a flecha do tempo. Em termos da história da expansão cósmica, estamos na era dominada pela energia escura, após o conteúdo de matéria do universo ter se diluído o suficiente para que a energia escura passasse a dominar a densidade total de energia. Também nos encontramos na Era Estelífera do universo, após tempo suficiente para que superaglomerados de galáxias tenham se formado (cerca de 5 bilhões de anos), mas antes de a expansão acelerada do universo remover o superaglomerado local além do horizonte cosmológico (em cerca de 150 bilhões de anos).

### Arqueologia, geologia, etc.
Na datação por radiocarbono, o "presente" é definido como o ano de 1950 d.C.